# Liste der Naturdenkmale in Kremmen
Die Liste der Naturdenkmale in Kremmen enthält alle Naturdenkmale der brandenburgischen Stadt Kremmen im Landkreis Oberhavel, welche durch Rechtsverordnung geschützt sind.
In den Spalten befinden sich folgende Informationen:
- Nr.: Identifizierungsnummer nach veröffentlichter Liste. Sie wird von der unteren Naturschutzbehörde des Landkreises oder der kreisfreien Stadt vergeben. Wenn sie bekannt ist, wird sie angegeben. In dieser Spalte kann sich zusätzlich das Wort Wikidata befinden, der entsprechende Link führt zu Angaben zu diesem Naturdenkmal bei Wikidata.
- Bezeichnung: Benennung des Naturdenkmals, in der Regel wird bei Bäume die Baumart genannt. Bekannte Eigennamen werden mit angegeben.
- Gemarkung: Ort oder Gemarkung, in der sich das Naturdenkmal befindet
- Lage: Nennt die Lage des Naturdenkmals im jeweiligen Ortsteil und die geografischen Koordinaten des Naturdenkmals. Link zu einem Kartenansichtstool, um Koordinaten zu setzen. In der Kartenansicht sind Naturdenkmale ohne Koordinaten mit einem roten beziehungsweise orangen Marker dargestellt und können in der Karte gesetzt werden. Denkmale ohne Bild sind mit einem blauen bzw. roten Marker gekennzeichnet, Denkmale mit Bild mit einem grünen beziehungsweise orangen Marker.
- Beschreibung: die Beschreibung des Naturdenkmales
- Schutzzweck: Erläutert den Grund der Unterschutzstellung
- Bild: Zeigt ein Bild des Naturdenkmales und gegebenenfalls ein Link zu weiteren Fotos im Medienarchiv Wikimedia Commons

## Beetz
| Bild                                    | Bezeichnung | Lage                                                                                | Beschreibung | Schutzzweck | Nummer |
| --------------------------------------- | ----------- | ----------------------------------------------------------------------------------- | ------------ | ----------- | ------ |
| Direkt Bild zu diesem Denkmal hochladen | Eiche       | Beetz, im Park des vor Quast'schen Schlosses ()                                     |              |             | 5      |
| Fotos hochladen                         | Linde       | Beetz, im Pfarrhausgarten (52° 48′ 47,1″ N, 13° 0′ 52,5″ O)                         |              |             | 6      |
| Direkt Bild zu diesem Denkmal hochladen | Stieleiche  | Beetz, im ehemaligen Gutspark ()                                                    |              |             | 7      |
| Fotos hochladen                         | Stieleiche  | Beetz, Platz vor dem Pfarrhaus; Flur 6, Flurstück 138 (52° 48′ 48″ N, 13° 0′ 55″ O) |              |             | 8      |
| Fotos hochladen                         | Stieleiche  | Beetz, vor der Kirche; Flur 6, Flurstück 134/1 (52° 48′ 46,9″ N, 13° 0′ 49,2″ O)    |              |             | 9      |
| Direkt Bild zu diesem Denkmal hochladen | Ulme        | Beetz, im Park hinter dem Schloss des Herrn V. Quast (Westecke am Teich) ()         |              |             | 10     |
| Direkt Bild zu diesem Denkmal hochladen | Ulme        | Beetz, vor dem Schulhaus ()                                                         |              |             | 11     |

## Groß-Ziethen
| Bild                                    | Bezeichnung      | Lage                                               | Beschreibung | Schutzzweck | Nummer |
| --------------------------------------- | ---------------- | -------------------------------------------------- | ------------ | ----------- | ------ |
| Direkt Bild zu diesem Denkmal hochladen | Immergrüne Eiche | Groß-Ziethen, im Bereich des ehem. Parks ()        |              |             | 81     |
| Direkt Bild zu diesem Denkmal hochladen | Weymouthskiefer  | Groß-Ziethen, südl. des ehem. Schlosses im Park () |              |             | 82     |

## Hohenbruch
| Bild                                    | Bezeichnung    | Lage                                                      | Beschreibung | Schutzzweck | Nummer |
| --------------------------------------- | -------------- | --------------------------------------------------------- | ------------ | ----------- | ------ |
| Direkt Bild zu diesem Denkmal hochladen | Buchenvierling | Hohenbruch, Jagen 196 und 186 ()                          |              |             | 105    |
| Direkt Bild zu diesem Denkmal hochladen | Linde          | Hohenbruch, auf dem Friedhof ()                           |              |             | 106    |
| Direkt Bild zu diesem Denkmal hochladen | Linde          | Hohenbruch, im Pfarrgarten ()                             |              |             | 107    |
| Direkt Bild zu diesem Denkmal hochladen | Rotbuche       | Hohenbruch, im Jagen 189, 110 m süd-östl. Wegegabelung () |              |             | 108    |
| Direkt Bild zu diesem Denkmal hochladen | Rotbuche       | Hohenbruch, Jagengrenze 189/190 im Wegedreieck ()         |              |             | 109    |

## Kremmen
| Bild                                    | Bezeichnung          | Lage                                                                                     | Beschreibung | Schutzzweck | Nummer |
| --------------------------------------- | -------------------- | ---------------------------------------------------------------------------------------- | ------------ | ----------- | ------ |
| Direkt Bild zu diesem Denkmal hochladen | Buchendrilling       | Kremmen, ca. 800 m östl. Verlorenort am Fußwege ()                                       |              |             | 115    |
| Direkt Bild zu diesem Denkmal hochladen | Buchenvierling       | Kremmen, ca. 1 km östl. von Verlorenort am Gestellweg ()                                 |              |             | 117    |
| Direkt Bild zu diesem Denkmal hochladen | Sechsergruppe Buchen | Kremmen, Westseite der Jagengrenze zwischen Jagen 08 und 09, 1. Weg östl. vom Heuwege () |              |             | 117    |
| Direkt Bild zu diesem Denkmal hochladen | Dicke Eiche          | Kremmen, an der Straße Kremmen-Ruppiner Kanal ()                                         |              |             | 118    |
| Direkt Bild zu diesem Denkmal hochladen | Königseiche          | Kremmen, 20 m südl. des Km-Steins 15,8 ()                                                |              |             | 119    |
| Direkt Bild zu diesem Denkmal hochladen | Schlanke Eiche       | Kremmen, 200 m südöstl. des Forsthauses Kremmen ()                                       |              |             | 120    |
| Direkt Bild zu diesem Denkmal hochladen | 2 Odinseichen        | Kremmen, 200 m nördlich der Bahn Kremmen-Oranienburg ()                                  |              |             | 121    |
| Direkt Bild zu diesem Denkmal hochladen | 3 Findlinge          | Kremmen, zwischen den Bahnüberführungen Kremmen-Nauen und Kremmen-Neuruppin ()           |              |             | 122    |
| Direkt Bild zu diesem Denkmal hochladen | Stieleiche           | Kremmen, 150 m östl. der Dehmelbrücke ()                                                 |              |             | 123    |
| Direkt Bild zu diesem Denkmal hochladen | Stieleiche           | Kremmen, Mitte Jagen 15 ()                                                               |              |             | 124    |

## Sommerfeld
| Bild                                    | Bezeichnung  | Lage                                                                                              | Beschreibung | Schutzzweck | Nummer |
| --------------------------------------- | ------------ | ------------------------------------------------------------------------------------------------- | ------------ | ----------- | ------ |
| Direkt Bild zu diesem Denkmal hochladen | Rosskastanie | Sommerfeld, Dorfstraße vor dem Grundstück Plessow, gegenüber der Kirche; Flur 2, Flurstück 154 () |              |             | 189    |

## Staffelde
| Bild                                    | Bezeichnung         | Lage | Beschreibung | Schutzzweck | Nummer |
| --------------------------------------- | ------------------- | --- | ------------ | ----------- | ------ |
| Direkt Bild zu diesem Denkmal hochladen | Bäume des Gutsparks | Staffelde, 100 m südöstlich Dorfkirche, nördlich vom Wege Staffelde Ziegenkrug; Flur 14, Flurstück 29/4 () |              |             | 193    |
| Direkt Bild zu diesem Denkmal hochladen | Efeu an der Kirche  | Staffelde, Kirche; Flur 5, Flurstück 23 ()                                                                 |              |             | 194    |
| Direkt Bild zu diesem Denkmal hochladen | Esche               | Staffelde, Nordseite der Kirche; Flur 5, Flurstück 23 ()                                                   |              |             | 195    |
| Direkt Bild zu diesem Denkmal hochladen | 4 Eschen            | Staffelde, auf dem Friedhof; Flur 5, Flurstück 8 ()                                                        |              |             | 196    |
| Direkt Bild zu diesem Denkmal hochladen | Fichte mit Efeu     | Staffelde, auf dem Friedhof; Flur 5, Flurstück 8 ()                                                        |              |             | 197    |
| Direkt Bild zu diesem Denkmal hochladen | Platanenallee       | Staffelde, im Schlosspark; Flur 14, Flurstück 29/4 ()                                                      |              |             | 198    |
| Direkt Bild zu diesem Denkmal hochladen | Rosskastanie        | Staffelde, vor dem Schloss ()                                                                              |              |             | 199    |
| Direkt Bild zu diesem Denkmal hochladen | Stieleiche          | Staffelde, an der Grenze zwischen altem und neuem Park; Flur 14, Flurstück 29/4 ()                         |              |             | 200    |
| Direkt Bild zu diesem Denkmal hochladen | Stieleiche          | Staffelde, Terrasse am Teich im Schlosspark; Flur 14, Flurstück 29/4 ()                                    |              |             | 201    |
| Direkt Bild zu diesem Denkmal hochladen | Stieleiche          | Staffelde, Terrasse am Teich im Schlosspark; Flur 14, Flurstück 29/4 ()                                    |              |             | 202    |
| Direkt Bild zu diesem Denkmal hochladen | 20 Stieleichen      | Staffelde, Düne Westseite des Parkes; Flur 14, Flurstück 29/4 ()                                           |              |             | 203    |
| Direkt Bild zu diesem Denkmal hochladen | Weißtanne           | Staffelde, Vorgarten des sogenannten Jägerhofes ()                                                         |              |             | 204    |